# Peromyscus melanophrys
Peromyscus melanophrys és una espècie de mamífer rosegador de la família dels cricètids. És endèmic de Mèxic, on viu a altituds d'entre 100 i 2.600 msnm. Es tracta d'un animal semiarborícola. El seu hàbitat natural són les zones desèrtiques rocoses. És una espècie en risc mínim, és a dir, no sembla que hi hagi cap amenaça significativa per a la seva supervivència. El seu nom específic, melanophrys, significa ‘cella negra’ en llatí.